# Spansion

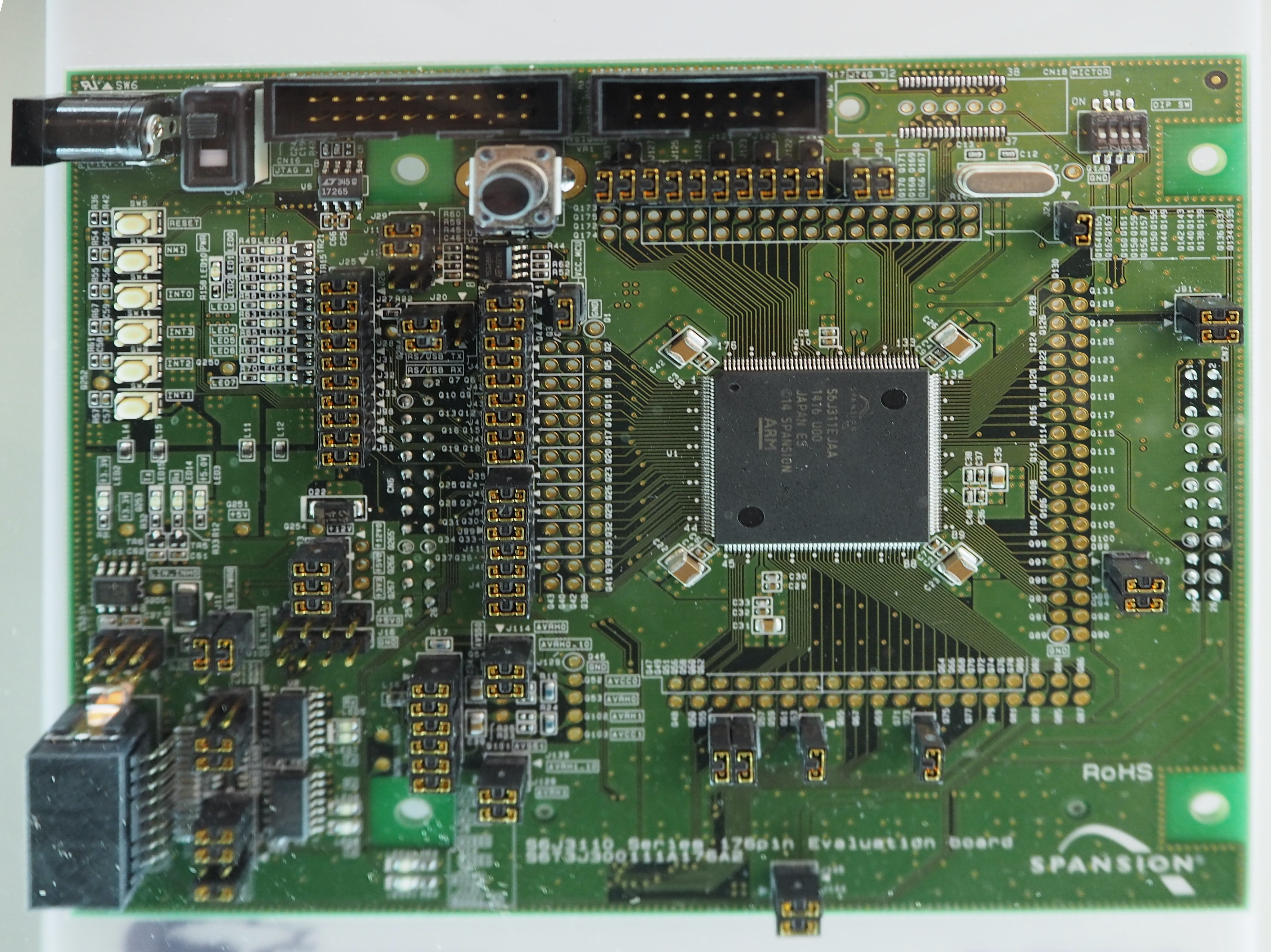
Spansion Traveo evaluation board

Společnost Spansion se zabývá vývojem a výrobou pamětí typu (NOR) flash. Hlavní sídlo má ve městě Sunnyvale, stát Kalifornie. Společnost zaměstnává zhruba 3 400 zaměstnanců. Společnost založili po dohodě dvě společnosti AMD a Fujitsu.

Společnost má zhruba 4 500 zákazníků po celém světě. Výrobky společnosti jsou montování do elektroniky u aut, komponent do počítačů, spotřební elektroniky, komunikačních zařízení a dalších.

## Historie
Společnosti Spansion byla založena v roce 1993 po dohodě společností AMD a Fujitsu, jako společný podnik. Spansion byl dříve známý jako FASL LLC. V červnu 2004 byla společnost přejmenována na Spansion LLC. V prosinci 2005 se společnost stala nezávislým výrobcem (NOR) flash pamětí.